# Bocieniec (Wysocice)
Bocieniec – część wsi Wysocice w Polsce, położona w województwie małopolskim, w powiecie miechowskim, w gminie Gołcza.
Wierni kościoła rzymskokatolickiego należą do parafii pw. św. Mikołaja w Wysocicach.
W latach 1975–1998 Bocieniec administracyjnie należał do województwa krakowskiego.